# Leucanitis dispar
Leucanitis dispar là một loài bướm đêm trong họ Noctuidae.